# Sanvignes-les-Mines
Sanvignes-les-Mines és un municipi francès situat al departament de Saona i Loira i a la regió de Borgonya - Franc Comtat. L'any 2009 tenia 4.353 habitants.

## Història
| Data d'elecció                           | Identitat            | Partit | Qualitat |
| ---------------------------------------- | -------------------- | ------ | -------- |
| 1982-1989                                | Daniel Vaillard      |        |          |
| 1989-1995                                | Joseph Jeannot       |        |          |
| 1995-                                    | Jean Claude Lagrange | PS     |          |
| les dades anteriors no són pas conegudes |                      |        |          |
|                                          |                      |        |          |

## Demografia
| A partir de 1990: Població sense dobles comptes |

## Agermanaments
- Eisenberg (Renània-Palatinat)
- Baldock